# Hakig kronkelbladmos
Hakig kronkelbladmos (Pleurochaete squarrosa) is een mossoort uit de kleimosfamilie (Pottiaceae).

## Determinatie
Hakig kronkelbladmos is een topkapselmos dat pollen of zoden vormt met een geelgroene aanblik. De stengels zijn 2–8 cm lang. De bladeren worden tot 4,5 mm lang en zijn gegolfd en lancetvormig tot eirond-lancetvormig. Het versmalde deel van het blad is aan de rand vlak, aan de bovenzijde ongelijk getand. De bladnerf is stevig, reikt tot aan de bladpunt of steekt uit als een korte aar. Bij droogte kronkelen de bladeren in elkaar op een hakige wijze. Het mos wordt dan een bruin/olijfgroen en vormt warrige plukken.

## Ecologie
Hakig kronkelbladmos is een thermofiele, kalkminnende pioniersoort. De soort wordt aangetroffen op kalkrijk duinzand, löss en verweerde mergel. Het komt voor in kustduinen en kalkgraslanden.

## Verspreiding
Het zwaartepunt van de verspreiding ligt in het Middellandse Zeegebied. In Nederland is deze soort zeer zeldzaam. Dit mos is met name te vinden in de duinen en in Zuid-Limburg. Het mos is sterk toegenomen in de Hollandse duinen, maar in Zuid-Limburg zijn de meeste groeiplaatsen weer verdwenen. Hakig kronkelbladmos staat op de Nederlandse Rode Lijst in de categorie 'gevoelig'.

## Fotogalerij

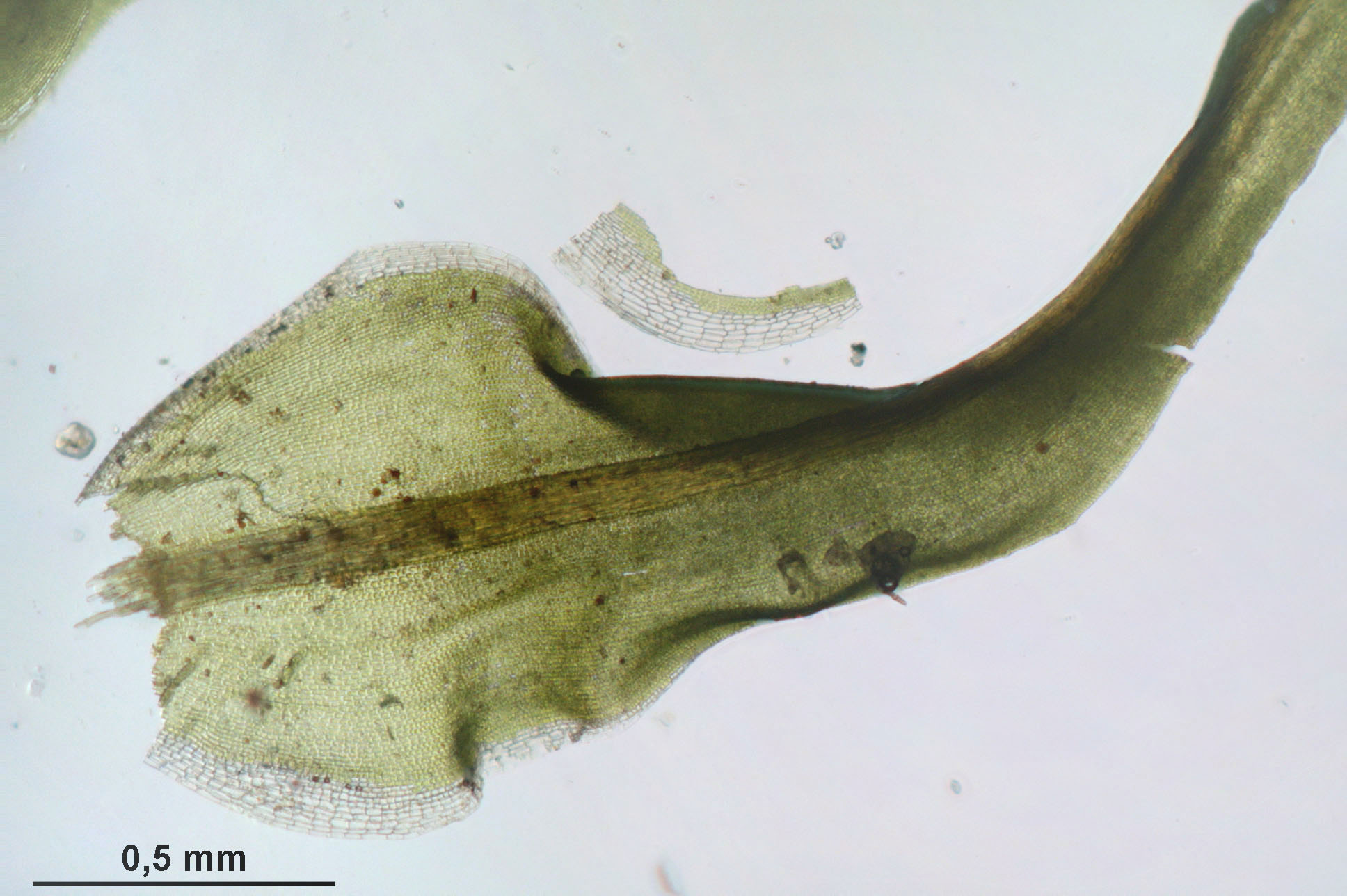
Blad
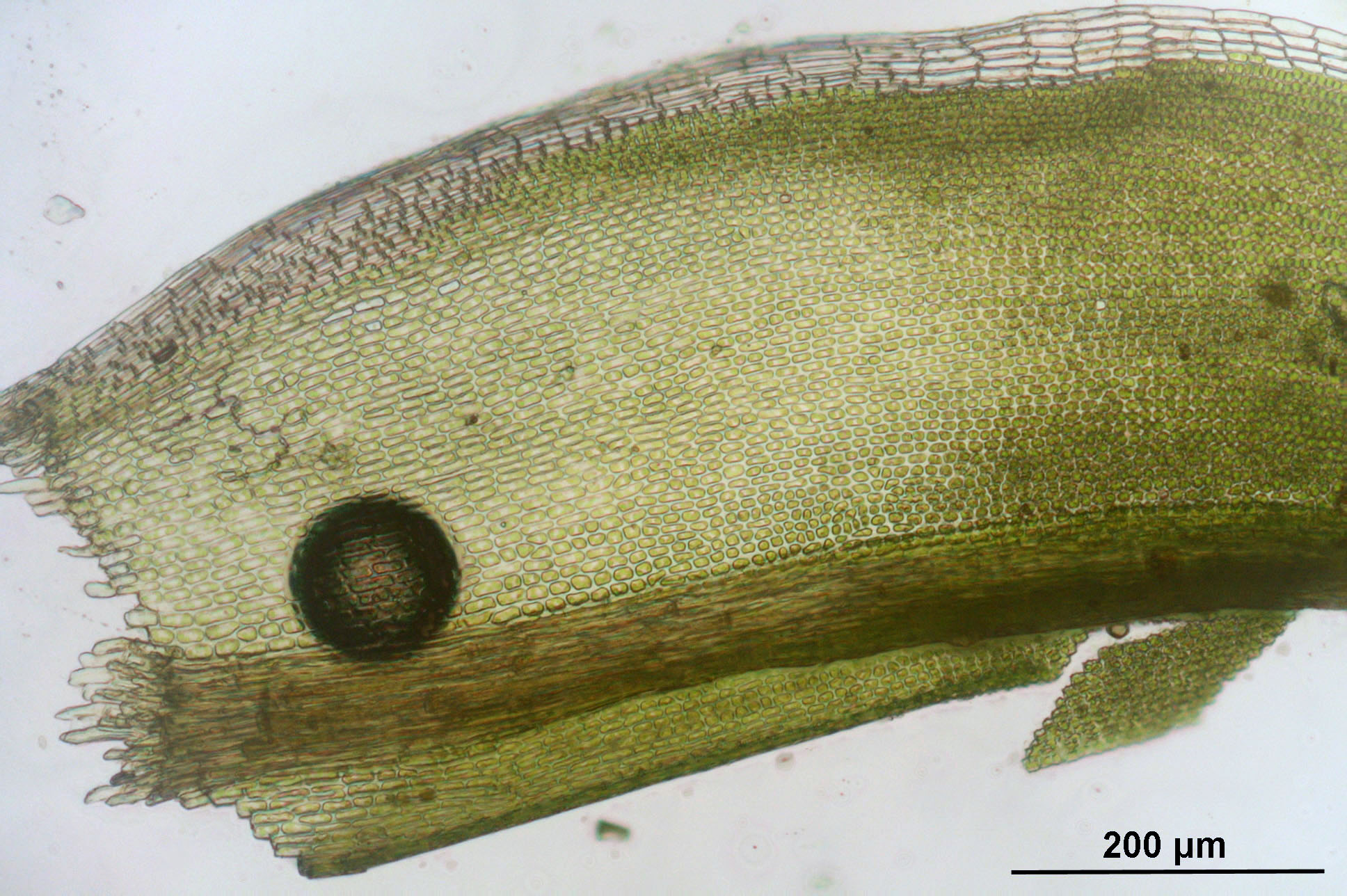
Bladbasis
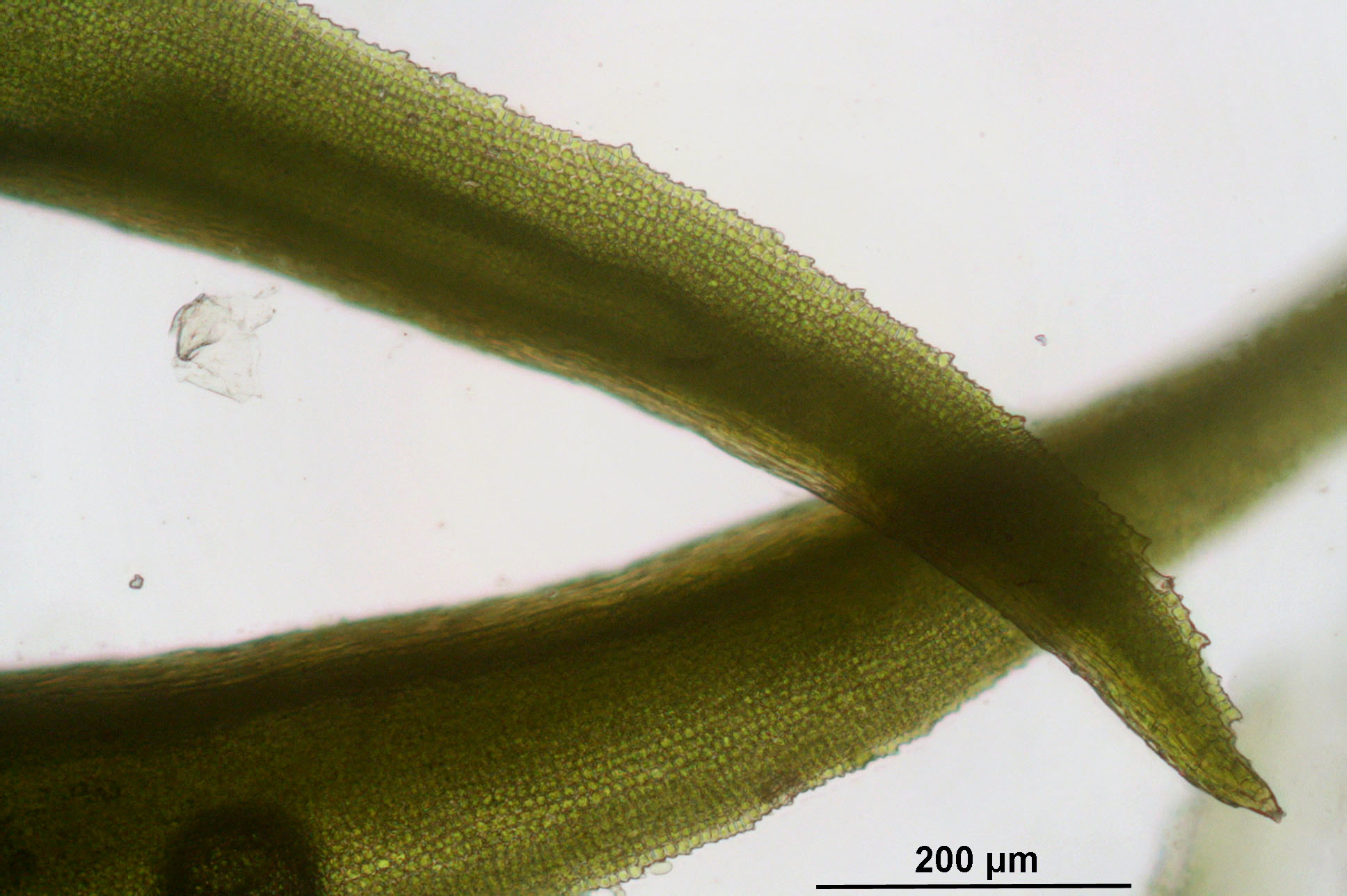
Bladpunt
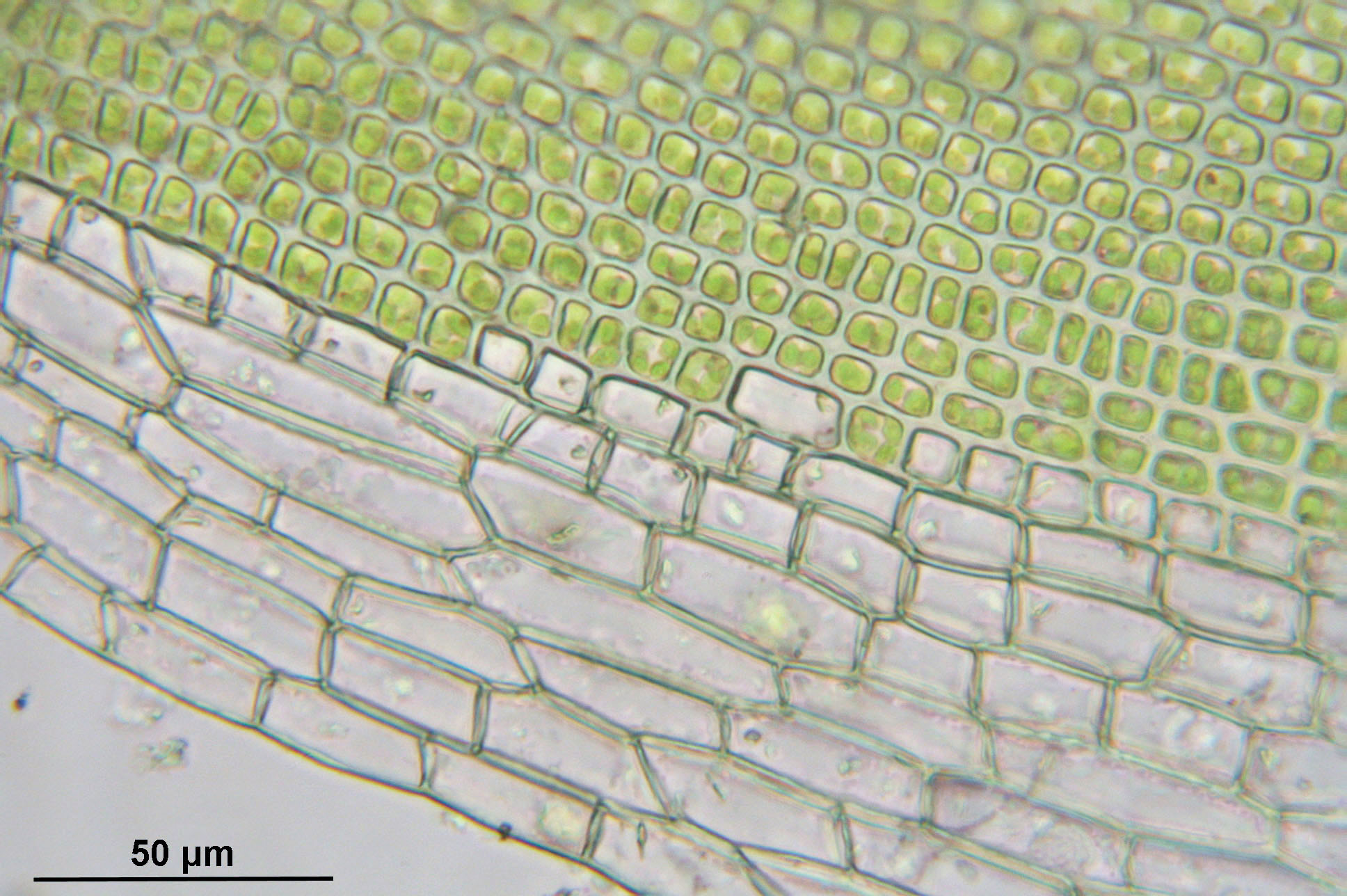
Cellen van de lamina (bladschijf)
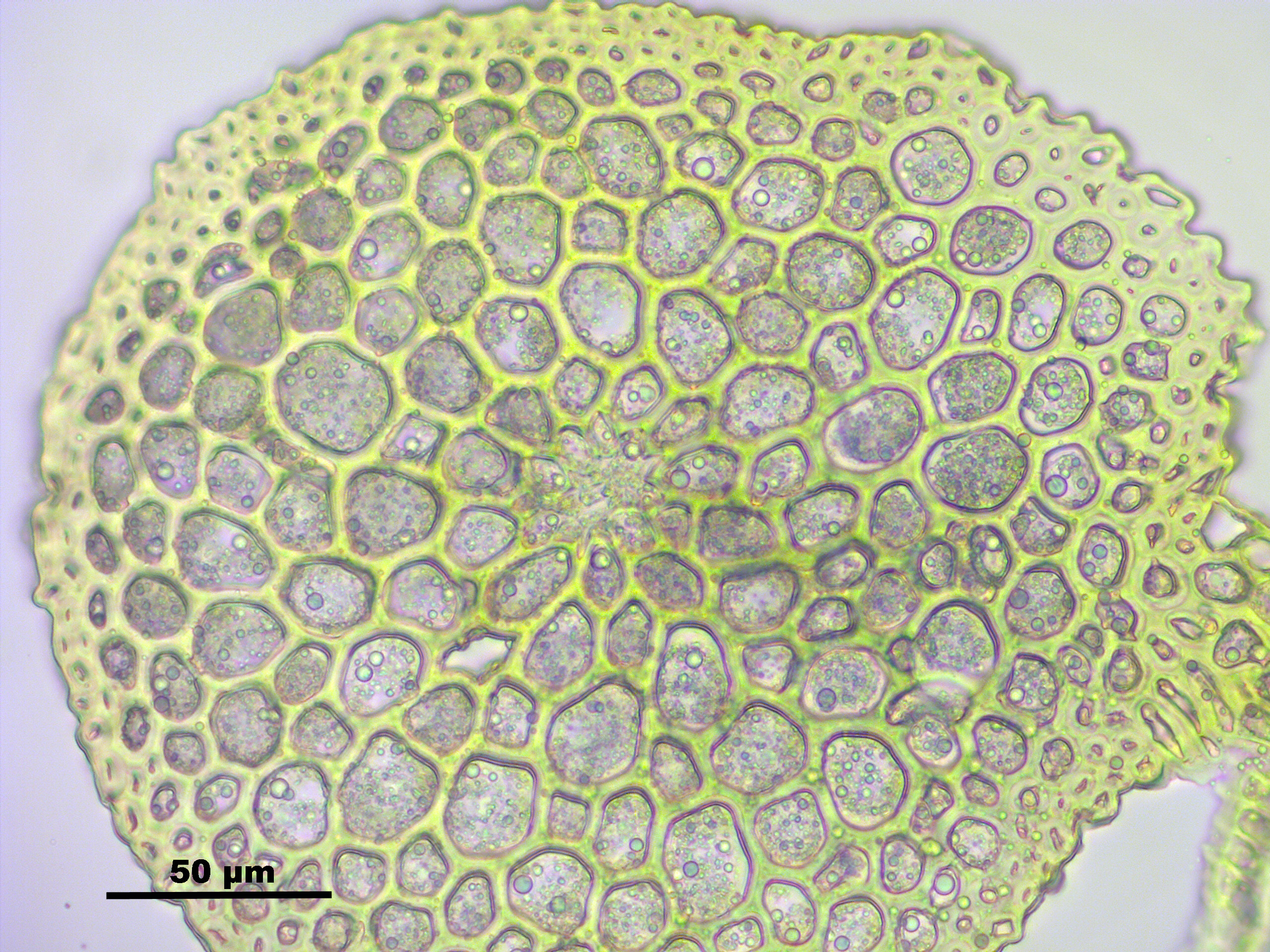
Stengeldoorsnede